# Stars in My Crown
Stars in My Crown és una pel·lícula western estatunidenca de 1950 dirigida per Jacques Tourneur i protagonitzada per Joel McCrea com a predicador la fe del qual doma. una ciutat indisciplinada inspirant la gent del poble a canviar. Es va basar en la novel·la homònima del 1947 de Joe David Brown.

## Argument
Poc després de la Guerra Civil Americana, el predicador Josiah Gray (Joel McCrea) arriba a la ciutat de Walesburg. Es dirigeix directament al saloon per donar el seu primer sermó. Quan els patrons es riuen d'ell, treu dues pistoles, acoblant els homes perquè l’escoltin.

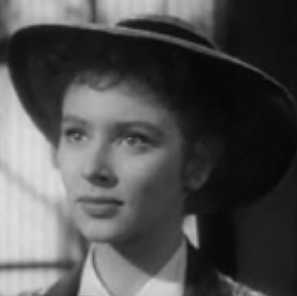
Amanda Blake com Faith Radmore Samuels

Josiah s'instal·la i es converteix en un membre molt respectat de la comunitat. La gent construeix una església. Es casa amb Harriet (Ellen Drew) i cria el seu nebot orfe John (Dean Stockwell). (La història està narrada per Marshall Thompson, com a John adult.)
Quan l'estimat Dr. Harris, Sr. (Lewis Stone) mor, el seu fill ocupa el seu lloc (James Mitchell), però l'home més jove i poc religiós no és molt estimat i vol marxar de Walesburg. S'enamora de la professora de l'escola, Faith Samuels (Amanda Blake). Ella es resisteix a casar-se amb ell, ja que ell insisteix a marxar.
En Joan agafa febre tifoide. Dr. Harris, Jr. adverteix a Josiah que es mantingui allunyat dels altres, per evitar la propagació de la malaltia, però Josiah l'ignora i aviat, altres es veuen afectats, inclosa Faith. Quan Harris culpa a Josiah, la seva fe es trontolla; tanca l'església i es retira de la comunitat. John es recupera i descobreix que la causa era l'aigua del pou contaminada. El treball de Harris en nom dels seus pacients crea un vincle entre ell i Walesburg. Quan sembla que Faith s'està morint, Harris convoca el predicador. Les oracions de Josies són contestades; La fe es recupera, i l'home de ciència i l'home de fe es reconcilien.
Josiah torna a ser provat. L'empresari líder Lon Backett (Ed Begley) vol comprar la terra de l'esclau alliberat Uncle Famous Prill (Juano Hernandez). Necessita el dipòsit de mica per mantenir la seva mina en funcionament, però Uncle Famous es nega a vendre. Els miners sense feina trepitgen les collites del vell i escampen el seu bestiar, però ell aguanta amb tossuderia, i se li dona un ultimàtum: sortir. Josiah rebutja l'assistència armada del seu antic amic de guerra, Jed Isbell (Alan Hale), i els seus fills (inclòs un James Arness no acreditat), i espera amb Uncle Famous el grup de linxament que es presenta amb vestits de Ku Klux Klan. Josiah no ofereix resistència, però demana a la multitud que primer l'escoltin llegir el testament de l'oncle Famous. Amb cada article, recorda al beneficiari la bondat passada del vell amb aquest individu. Avergonyida, la turba es dispersa, amb Lon Backett liderant el camí. Després, Joan recull les pàgines que Josies havia llegit i, en veure-hi res escrit, diu que no és cap testament. Josies respon: "És la voluntat de Déu".

## Repartiment
- Joel McCrea com a Josiah Doziah Gray
- Ellen Drew com Harriet Gray
- Dean Stockwell com a John Kenyon
- Juano Hernández com a Uncle Famous Prill
- Alan Hale, Sr. com a Jed Isbell
- Lewis Stone com el Dr. Daniel Kalbert Harris, Sr.
- James Mitchell com el Dr. Daniel Kalbert Harris, Jr.
- Amanda Blake com a Faith Radmore Samuels. (Blake i James Arness es van reunir cinc anys més tard com a protagonistes del western de televisió Gunsmoke.)
- Charles Kemper com el professor Sam Houston Jones,
- Connie Gilchrist com Sarah Isbell
- Ed Begley com a Lon Backett
- Jack Lambert com Perry Lokey
- Arthur Hunnicutt com a Chloroform Wiggins
- Philo McCullough com a Townsman (sense acreditar)

## Recepció

### Resposta crítica
Segons els registres de MGM, la pel·lícula va guanyar 1.962.000 dòlars als EUA i Canadà i 184.000 dòlars a l'estranger, el que va resultar en un benefici de 225.000 dòlars.
El 1998, Jonathan Rosenbaum del Chicago Reader va incloure la pel·lícula a la seva llista sense classificar de les millors pel·lícules americanes no incloses a l'AFI Top 100.
The New York Times a la seva ressenya va escriure: "El Sr. McCrea ofereix a la imatge una actuació impecable, ja sigui resant al costat del llit d'una persona moribunda o brandant les seves dues armes en un saló per cridar l'atenció mentre llegeix la Bíblia, Ellen Drew està bé com a la seva dona; Juano Hernandez és excel·lent com el negre vell, i Dean Stockwell, el desaparegut Alan Hale, James Mitchell i Amanda Blake encapçalen un repartiment que és uniformement molt bó. Amb l’ajuda del guió de Margaret Fitts i la direcció de Jacques Tourneur Stars In My Crown s'ha convertit en un autèntic tresor cinematogràfic."

## Estrena

### Mitjans domèstics
Stars In My Crown es va publicar rn VHS el 25 d'abril de 1994 per Warner Bros. Entreteniment domèstic per a MGM segons el seu acord de contracte. a pel·lícula va ser llançat en DVD el 18 d'abril de 2011 per MGM Home Entertainment. Stars In My Crown es va remasteritzar en DVD el 18 de setembre de 2018, per Entertainment Studios Motion Pictures.